# 2021年墨西哥城地鐵坍塌事故
2021年墨西哥城地鐵坍塌事故發生於2021年5月3日22時30分，墨西哥城地鐵12號線位於奥利沃斯站和特松科站之间的高架橋出現坍塌事故，造成一列地鐵列車脱轨。事故中至少有26人身亡。

## 背景

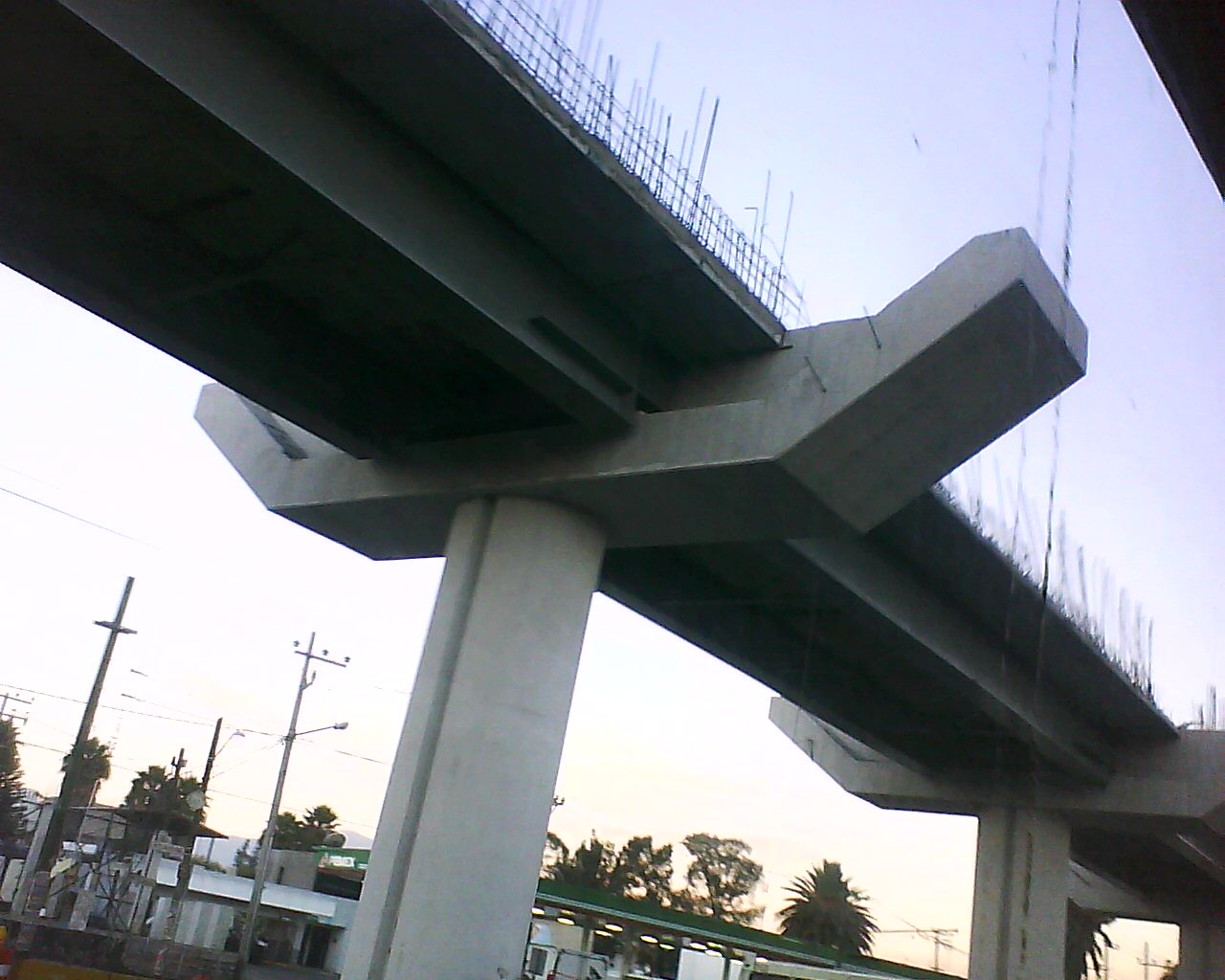
2010年，奥利沃斯站附近的混凝土大梁。此次事故是由大梁倒塌所造成。

墨西哥城地鐵12號線于2012年10月30日开通。15个月后，阿特拉里尔科站至特拉华克站路段暫停運營20个月，以修复技术和结构上的故障。而特松科站至奥利沃斯站之間的路段正處其中。
2017年9月19日，2017年普埃布拉州地震破坏了墨西哥城地鐵12號線的轨道，奥利沃斯站暂时关闭，后来又重新开放，并临时作为为期一个月的终点站。有住在周圍的居民注意到奥利沃斯站附近的地鐵高架橋的结构出現了一些裂缝。

## 意外
2021年5月3日22:30，墨西哥城地铁12號線位於奥利沃斯站和特松科站之间的高架橋出現坍塌事故，造成一列地鐵列車脱轨。此事故中至少有20人身亡，另有70人受伤。意外由於在列車通過時用於支撐路軌的箱樑崩塌而造成。根據墨西哥城市長克勞迪婭·辛鮑姆所述，意外在支撐樑在列車經過時移開造成。

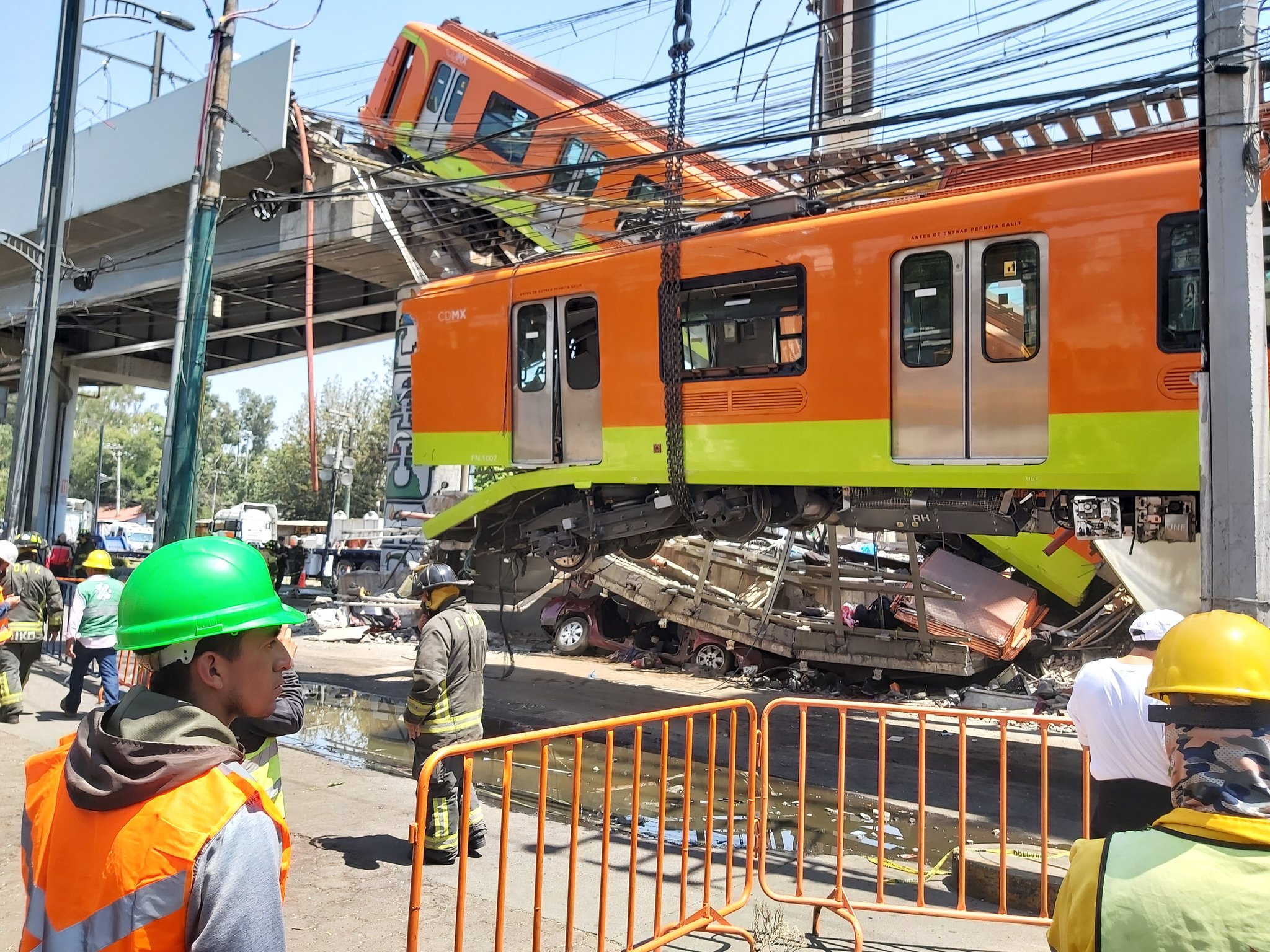
事故列车于5月4日被吊起

## 後續
地鐵12號線全線臨時暫停服務，並以巴士代替。墨西哥政府宣佈全國哀悼3天。